# Malandrone
Malandrone è una frazione del comune italiano di Castellina Marittima, nella provincia di Pisa, in Toscana.

## Geografia fisica
La frazione del Malandrone è situata a 54 m d'altitudine, nella val di Fine, a sud del fiume, in un'area pianeggiante interessata da numerosi corsi d'acqua: il fosso Fosserino (2 km), il botro del Gaziandrino (2 km), il botro del Salice (2 km) e il botro Zimbrone (3 km), che confluiscono tutti nel torrente Ricavo (3 km), affluente del Fine. Il botro del Gonnellino (8 km), altro affluente del Fine, divide invece Malandrone dalla frazione Le Badie. Amministrativamente è posta sul confine con il territorio comunale di Rosignano Marittimo.
Malandrone confina a nord con Le Badie, a ovest con Rosignano Solvay e Vada, a sud con Collemezzano e ad est con Terriccio. Il borgo dista inoltre circa 10 km dal proprio capoluogo comunale, mentre dista da Pisa poco più di 50 km.

## Storia
La località del Malandrone è abitata sin dal periodo alto-medievale e qui sorgeva l'eremo di Santa Maria. In una membrana del 19 gennaio 1305 si legge della donazione effettuata dal pisano Francesco del fu Bonaccorso Rossi di un appezzamento di terreno, in luogo detto Campana Malandroni, a frate Andrea da San Casciano, priore dell'eremo di Santa Maria di Malandrone.
L'eremo sorgeva sull'antica strada Aemilia Scauri, poi detta "Maremmana", e proprio per la sua posizione ottimale ben presto finì abbandonato dai religiosi e trasformato in albergo, osteria e stazione di posta per viandanti e pellegrini.
Nel corso del XX secolo, la frazione conobbe un incremento delle attività industriali: qui fu realizzata la principale area artigianale del comune di Castellina Marittima.

## Infrastrutture e trasporti
Il borgo di Malandrone è situato lungo la strada regionale 206 Pisana-Livornese, ex strada statale, nei pressi dello svincolo di "Rosignano Marittimo" dell'autostrada A12.